# Louis-Alexandre-Jacques Vardon
Pour les articles homonymes, voir Vardon.
Louis-Alexandre-Jacques Vardon, né le 30 juillet 1751 à Falaise (département du Calvados), mort le 30 avril 1809 à Paris, est un homme politique de la Révolution française.

## Biographie

### Mandat à la Législative
En septembre 1791, la France est devenue une monarchie constitutionnelle en application de la nouvelle constitution. Le même mois, Louis Vardon, alors administrateur du Calvados, est élu député du département, le dixième sur treize, à l'Assemblée nationale législative.
Il siège à gauche dans l'hémicycle. En février 1792, il vote en faveur de la mise en accusation de Bertrand de Molleville, le ministre de la Marine. En août, il vote en faveur de la mise en accusation du marquis de La Fayette.

### Mandat à la Convention
La monarchie prend fin à l'issue de la journée du 10 août 1792 : les bataillons de fédérés bretons et marseillais et les insurgés des faubourgs de Paris prennent le palais des Tuileries. Louis XVI est destitué et incarcéré à la tour du Temple avec sa famille.
En septembre 1792, Louis Vardon est réélu député du Calvados, le sixième sur treize, à la Convention nationale.
Il siège sur les bancs de la Plaine. Lors du procès de Louis XVI, il vote la détention et le bannissement à la paix et se prononce en faveur de l'appel au peuple et du sursis à l'exécution. En avril 1793, il vote en faveur de la mise en accusation de Jean-Paul Marat. En mai, il vote en faveur du rétablissement de la Commission des Douze. En nivôse an III (janvier 1795), Vardon est élu membre du Comité de Sûreté générale aux côtés de Jean-Baptiste Clauzel, d'Armand Guffroy et de Stanislas Rovère.
Il fut ensuite messager d'état auprès du Conseil des Anciens.